# Another One Rides the Bus
Another One Rides the Bus è un singolo del cantante statunitense "Weird Al" Yankovic estratto dall'album con il suo stesso nome ed è la parodia della canzone Another One Bites the Dust dei Queen.

## Descrizione
La canzone parla di una persona che sta viaggiando in un autobus molto affollato.
Gli unici strumenti presenti sono la fisarmonica di "Weird Al" Yankovic e le percussioni del batterista Jon "Bermuda" Schwartz.

## Tracce
1. Another One Rides the Bus – 4:56
2. Gotta Boogie – 2:21

## Il video
Ufficialmente non esiste il video di questa canzone, ma è celebre la performance al The Tomorrow Show con Tom Snyder.

## Classifiche
| Classifica (1981)                     | Posizione massima |
| ------------------------------------- | ----------------- |
| U.S. Billboard Bubbling Under Hot 100 | 4                 |